# Anorrhinus galeritus
Anorrhinus galeritus là một loài chim trong họ Bucerotidae.